# Ernobius schedli
Ernobius schedli is een keversoort uit de familie klopkevers (Anobiidae). De wetenschappelijke naam van de soort is voor het eerst geldig gepubliceerd in 1932 door Brown.